# Liste der State-, U.S.- und Interstate-Highways in Louisiana
Dies ist eine Aufstellung von State Routes (Louisiana Highways), U.S. Highways und Interstate Highways im US-amerikanischen Bundesstaat Louisiana nach Nummern.

## State Routes

### Gegenwärtige Strecken

#### LA 1 – LA 191
| - Louisiana Highway 1 - Louisiana Highway 2 - Louisiana Highway 3 - Louisiana Highway 4 - Louisiana Highway 5 - Louisiana Highway 6 - Louisiana Highway 8 - Louisiana Highway 9 - Louisiana Highway 10 - Louisiana Highway 12 - Louisiana Highway 13 - Louisiana Highway 14 - Louisiana Highway 15 - Louisiana Highway 16 - Louisiana Highway 17 - Louisiana Highway 18 - Louisiana Highway 19 - Louisiana Highway 20 - Louisiana Highway 21 - Louisiana Highway 22 - Louisiana Highway 23 - Louisiana Highway 24 - Louisiana Highway 25 - Louisiana Highway 26 - Louisiana Highway 27 - Louisiana Highway 28 - Louisiana Highway 29 - Louisiana Highway 30 - Louisiana Highway 31 - Louisiana Highway 33 - Louisiana Highway 34 - Louisiana Highway 35 - Louisiana Highway 36 - Louisiana Highway 37 - Louisiana Highway 38 - Louisiana Highway 39 - Louisiana Highway 40 - Louisiana Highway 41 - Louisiana Highway 42 - Louisiana Highway 43 - Louisiana Highway 44 - Louisiana Highway 45 - Louisiana Highway 46 | - Louisiana Highway 47 - Louisiana Highway 48 - Louisiana Highway 49 - Louisiana Highway 50 - Louisiana Highway 52 - Louisiana Highway 53 - Louisiana Highway 54 - Louisiana Highway 55 - Louisiana Highway 56 - Louisiana Highway 57 - Louisiana Highway 58 - Louisiana Highway 59 - Louisiana Highway 60 - Louisiana Highway 62 - Louisiana Highway 63 - Louisiana Highway 64 - Louisiana Highway 66 - Louisiana Highway 77 - Louisiana Highway 68 - Louisiana Highway 69 - Louisiana Highway 70 - Louisiana Highway 72 - Louisiana Highway 73 - Louisiana Highway 74 - Louisiana Highway 75 - Louisiana Highway 76 - Louisiana Highway 77 - Louisiana Highway 78 - Louisiana Highway 81 - Louisiana Highway 82 - Louisiana Highway 83 - Louisiana Highway 84 - Louisiana Highway 85 - Louisiana Highway 86 - Louisiana Highway 87 - Louisiana Highway 88 - Louisiana Highway 89 - Louisiana Highway 91 - Louisiana Highway 92 - Louisiana Highway 93 - Louisiana Highway 94 - Louisiana Highway 95 - Louisiana Highway 96 | - Louisiana Highway 97 - Louisiana Highway 98 - Louisiana Highway 99 - Louisiana Highway 100 - Louisiana Highway 101 - Louisiana Highway 102 - Louisiana Highway 103 - Louisiana Highway 104 - Louisiana Highway 105 - Louisiana Highway 106 - Louisiana Highway 107 - Louisiana Highway 108 - Louisiana Highway 109 - Louisiana Highway 110 - Louisiana Highway 111 - Louisiana Highway 112 - Louisiana Highway 113 - Louisiana Highway 114 - Louisiana Highway 115 - Louisiana Highway 116 - Louisiana Highway 117 - Louisiana Highway 118 - Louisiana Highway 119 - Louisiana Highway 120 - Louisiana Highway 121 - Louisiana Highway 122 - Louisiana Highway 123 - Louisiana Highway 124 - Louisiana Highway 125 - Louisiana Highway 126 - Louisiana Highway 127 - Louisiana Highway 128 - Louisiana Highway 129 - Louisiana Highway 130 - Louisiana Highway 131 - Louisiana Highway 132 - Louisiana Highway 133 - Louisiana Highway 134 - Louisiana Highway 135 - Louisiana Highway 136 - Louisiana Highway 137 - Louisiana Highway 138 - Louisiana Highway 139 | - Louisiana Highway 140 - Louisiana Highway 141 - Louisiana Highway 142 - Louisiana Highway 143 - Louisiana Highway 144 - Louisiana Highway 145 - Louisiana Highway 146 - Louisiana Highway 147 - Louisiana Highway 148 - Louisiana Highway 149 - Louisiana Highway 150 - Louisiana Highway 151 - Louisiana Highway 152 - Louisiana Highway 153 - Louisiana Highway 154 - Louisiana Highway 155 - Louisiana Highway 156 - Louisiana Highway 157 - Louisiana Highway 158 - Louisiana Highway 159 - Louisiana Highway 160 - Louisiana Highway 161 - Louisiana Highway 162 - Louisiana Highway 163 - Louisiana Highway 164 - Louisiana Highway 168 - Louisiana Highway 169 - Louisiana Highway 170 - Louisiana Highway 172 - Louisiana Highway 173 - Louisiana Highway 174 - Louisiana Highway 175 - Louisiana Highway 176 - Louisiana Highway 177 - Louisiana Highway 178 - Louisiana Highway 180 - Louisiana Highway 181 - Louisiana Highway 182 - Louisiana Highway 183 - Louisiana Highway 184 - Louisiana Highway 185 - Louisiana Highway 191 |

#### LA 300 – LA 1264
| - LA 300 - LA 301 - LA 302 - LA 303 - LA 304 - LA 306 - LA 307 - LA 308 - LA 309 - LA 310 - LA 311 - LA 312 - LA 315 - LA 316 - LA 317 - LA 318 - LA 319 - LA 320 - LA 321 - LA 322 - LA 323 - LA 324 - LA 326 - LA 327 - LA 328 - LA 329 - LA 330 - LA 331 - LA 332 - LA 333 - LA 335 - LA 336 - LA 338 - LA 339 - LA 341 - LA 342 - LA 343 - LA 344 - LA 345 - LA 346 - LA 347 - LA 348 - LA 349 - LA 350 - LA 351 - LA 352 - LA 353 - LA 354 - LA 355 - LA 356 - LA 357 - LA 358 - LA 359 - LA 360 - LA 361 - LA 362 - LA 363 - LA 365 - LA 366 - LA 367 - LA 368 - LA 370 - LA 372 - LA 374 - LA 376 - LA 377 - LA 378 - LA 379 - LA 380 - LA 382 - LA 383 - LA 384 - LA 385 - LA 386 - LA 389 - LA 390 - LA 392 - LA 394 - LA 395 - LA 397 | - LA 398 - LA 399 - LA 400 - LA 401 - LA 402 - LA 403 - LA 404 - LA 405 - LA 406 - LA 407 - LA 408 - LA 409 - LA 410 - LA 411 - LA 412 - LA 413 - LA 414 - LA 415 - LA 416 - LA 417 - LA 418 - LA 419 - LA 420 - LA 421 - LA 422 - LA 423 - LA 424 - LA 426 - LA 427 - LA 428 - LA 429 - LA 430 - LA 431 - LA 432 - LA 433 - LA 434 - LA 435 - LA 436 - LA 437 - LA 438 - LA 439 - LA 440 - LA 441 - LA 442 - LA 443 - LA 444 - LA 445 - LA 447 - LA 448 - LA 449 - LA 450 - LA 451 - LA 452 - LA 453 - LA 454 - LA 456 - LA 457 - LA 458 - LA 459 - LA 460 - LA 461 - LA 462 - LA 463 - LA 464 - LA 465 - LA 466 - LA 467 - LA 468 - LA 469 - LA 470 - LA 471 - LA 472 - LA 473 - LA 474 - LA 475 - LA 476 - LA 477 - LA 478 - LA 479 - LA 480 | - LA 481 - LA 482 - LA 483 - LA 484 - LA 485 - LA 486 - LA 487 - LA 488 - LA 489 - LA 490 - LA 491 - LA 492 - LA 493 - LA 494 - LA 495 - LA 496 - LA 497 - LA 498 - LA 499 - LA 500 - LA 501 - LA 502 - LA 503 - LA 504 - LA 505 - LA 506 - LA 507 - LA 508 - LA 509 - LA 510 - LA 511 - LA 512 - LA 513 - LA 514 - LA 515 - LA 516 - LA 517 - LA 518 - LA 519 - LA 520 - LA 521 - LA 522 - LA 523 - LA 524 - LA 525 - LA 526 - LA 527 - LA 528 - LA 529 - LA 530 - LA 531 - LA 532 - LA 533 - LA 534 - LA 537 - LA 538 - LA 540 - LA 541 - LA 542 - LA 543 - LA 544 - LA 545 - LA 546 - LA 547 - LA 548 - LA 549 - LA 550 - LA 551 - LA 552 - LA 553 - LA 554 - LA 555 - LA 556 - LA 557 - LA 558 - LA 559 - LA 560 - LA 561 - LA 562 - LA 563 | - LA 564 - LA 565 - LA 566 - LA 567 - LA 568 - LA 569 - LA 570 - LA 571 - LA 572 - LA 573 - LA 574 - LA 575 - LA 576 - LA 577 - LA 578 - LA 579 - LA 580 - LA 581 - LA 582 - LA 583 - LA 584 - LA 585 - LA 586 - LA 587 - LA 588 - LA 589 - LA 590 - LA 591 - LA 592 - LA 593 - LA 594 - LA 595 - LA 596 - LA 597 - LA 599 - LA 600 - LA 601 - LA 602 - LA 603 - LA 604 - LA 605 - LA 606 - LA 607 - LA 608 - LA 609 - LA 610 - LA 611 - LA 612 - LA 614 - LA 615 - LA 616 - LA 617 - LA 618 - LA 620 - LA 621 - LA 622 - LA 623 - LA 624 - LA 625 - LA 626 - LA 627 - LA 628 - LA 631 - LA 632 - LA 633 - LA 635 - LA 636 - LA 637 - LA 639 - LA 640 - LA 641 - LA 642 - LA 643 - LA 644 - LA 645 - LA 648 - LA 649 - LA 652 - LA 653 - LA 654 | - LA 655 - LA 657 - LA 659 - LA 660 - LA 661 - LA 662 - LA 663 - LA 664 - LA 665 - LA 668 - LA 670 - LA 671 - LA 673 - LA 674 - LA 675 - LA 676 - LA 677 - LA 678 - LA 679 - LA 680 - LA 682 - LA 685 - LA 686 - LA 688 - LA 689 - LA 690 - LA 693 - LA 694 - LA 695 - LA 696 - LA 697 - LA 699 - LA 700 - LA 705 - LA 708 - LA 711 - LA 712 - LA 713 - LA 714 - LA 717 - LA 719 - LA 720 - LA 723 - LA 724 - LA 725 - LA 726 - LA 728 - LA 729 - LA 731 - LA 733 - LA 734 - LA 737 - LA 740 - LA 741 - LA 742 - LA 743 - LA 744 - LA 745 - LA 746 - LA 748 - LA 749 - LA 751 - LA 752 - LA 754 - LA 755 - LA 757 - LA 758 - LA 759 - LA 760 - LA 761 - LA 763 - LA 764 - LA 765 - LA 767 - LA 770 - LA 771 - LA 772 - LA 773 - LA 774 - LA 776 | - LA 777 - LA 778 - LA 782 - LA 783 - LA 784 - LA 786 - LA 787 - LA 788 - LA 789 - LA 790 - LA 792 - LA 793 - LA 794 - LA 795 - LA 796 - LA 797 - LA 798 - LA 799 - LA 802 - LA 803 - LA 805 - LA 806 - LA 807 - LA 808 - LA 809 - LA 810 - LA 811 - LA 812 - LA 813 - LA 815 - LA 817 - LA 818 - LA 819 - LA 820 - LA 821 - LA 822 - LA 823 - LA 824 - LA 826 - LA 827 - LA 828 - LA 830 - LA 833 - LA 834 - LA 835 - LA 837 - LA 838 - LA 840 - LA 841 - LA 843 - LA 844 - LA 845 - LA 846 - LA 847 - LA 848 - LA 849 - LA 850 - LA 851 - LA 852 - LA 854 - LA 855 - LA 856 - LA 857 - LA 858 - LA 859 - LA 860 - LA 861 - LA 862 - LA 863 - LA 864 - LA 865 - LA 866 - LA 867 - LA 868 - LA 869 - LA 870 - LA 871 - LA 873 - LA 874 - LA 875 | - LA 876 - LA 877 - LA 878 - LA 879 - LA 880 - LA 881 - LA 882 - LA 883 - LA 887 - LA 888 - LA 892 - LA 896 - LA 897 - LA 898 - LA 900 - LA 903 - LA 906 - LA 907 - LA 908 - LA 909 - LA 910 - LA 913 - LA 914 - LA 915 - LA 916 - LA 921 - LA 922 - LA 923 - LA 927 - LA 928 - LA 930 - LA 931 - LA 933 - LA 934 - LA 935 - LA 936 - LA 937 - LA 938 - LA 939 - LA 940 - LA 941 - LA 942 - LA 943 - LA 944 - LA 945 - LA 946 - LA 948 - LA 952 - LA 953 - LA 954 - LA 955 - LA 956 - LA 957 - LA 958 - LA 959 - LA 960 - LA 961 - LA 963 - LA 964 - LA 965 - LA 966 - LA 967 - LA 968 - LA 969 - LA 970 - LA 971 - LA 972 - LA 973 - LA 975 - LA 976 - LA 977 - LA 978 - LA 979 - LA 981 - LA 982 - LA 983 - LA 984 - LA 985 - LA 986 - LA 987 | - LA 988 - LA 989 - LA 990 - LA 991 - LA 992 - LA 993 - LA 994 - LA 995 - LA 996 - LA 997 - LA 998 - LA 999 - LA 1000 - LA 1001 - LA 1003 - LA 1004 - LA 1005 - LA 1006 - LA 1007 - LA 1008 - LA 1010 - LA 1011 - LA 1012 - LA 1013 - LA 1014 - LA 1015 - LA 1016 - LA 1017 - LA 1018 - LA 1019 - LA 1020 - LA 1022 - LA 1023 - LA 1024 - LA 1025 - LA 1026 - LA 1027 - LA 1028 - LA 1029 - LA 1030 - LA 1031 - LA 1032 - LA 1033 - LA 1034 - LA 1035 - LA 1036 - LA 1037 - LA 1038 - LA 1039 - LA 1040 - LA 1041 - LA 1042 - LA 1043 - LA 1044 - LA 1045 - LA 1046 - LA 1047 - LA 1048 - LA 1049 - LA 1050 - LA 1051 - LA 1053 - LA 1054 - LA 1055 - LA 1056 - LA 1057 - LA 1058 - LA 1059 - LA 1061 - LA 1062 - LA 1063 - LA 1064 - LA 1065 - LA 1068 - LA 1069 - LA 1070 - LA 1071 - LA 1072 - LA 1073 - LA 1074 | - LA 1075 - LA 1077 - LA 1078 - LA 1079 - LA 1081 - LA 1082 - LA 1083 - LA 1084 - LA 1085 - LA 1088 - LA 1090 - LA 1091 - LA 1093 - LA 1096 - LA 1097 - LA 1098 - LA 1099 - LA 1100 - LA 1101 - LA 1102 - LA 1104 - LA 1105 - LA 1106 - LA 1107 - LA 1108 - LA 1109 - LA 1110 - LA 1111 - LA 1112 - LA 1113 - LA 1115 - LA 1119 - LA 1120 - LA 1121 - LA 1123 - LA 1124 - LA 1126 - LA 1129 - LA 1130 - LA 1131 - LA 1133 - LA 1138 - LA 1141 - LA 1142 - LA 1143 - LA 1144 - LA 1145 - LA 1146 - LA 1147 - LA 1148 - LA 1150 - LA 1151 - LA 1152 - LA 1153 - LA 1156 - LA 1157 - LA 1158 - LA 1159 - LA 1160 - LA 1161 - LA 1162 - LA 1163 - LA 1164 - LA 1165 - LA 1166 - LA 1167 - LA 1168 - LA 1169 - LA 1171 - LA 1172 - LA 1174 - LA 1175 - LA 1176 - LA 1177 - LA 1178 - LA 1179 - LA 1180 - LA 1181 - LA 1182 - LA 1183 | - LA 1184 - LA 1185 - LA 1186 - LA 1187 - LA 1188 - LA 1189 - LA 1190 - LA 1191 - LA 1192 - LA 1193 - LA 1194 - LA 1195 - LA 1196 - LA 1198 - LA 1199 - LA 1200 - LA 1201 - LA 1203 - LA 1204 - LA 1205 - LA 1206 - LA 1207 - LA 1208 - LA 1209 - LA 1211 - LA 1213 - LA 1215 - LA 1216 - LA 1217 - LA 1218 - LA 1220 - LA 1221 - LA 1222 - LA 1223 - LA 1224 - LA 1225 - LA 1226 - LA 1227 - LA 1228 - LA 1229 - LA 1230 - LA 1231 - LA 1232 - LA 1233 - LA 1234 - LA 1235 - LA 1236 - LA 1237 - LA 1238 - LA 1239 - LA 1240 - LA 1241 - LA 1242 - LA 1243 - LA 1245 - LA 1246 - LA 1247 - LA 1248 - LA 1249 - LA 1250 - LA 1251 - LA 1252 - LA 1253 - LA 1254 - LA 1255 - LA 1256 - LA 1257 - LA 1258 - LA 1259 - LA 1260 - LA 1262 - LA 1263 - LA 1264 |

#### LA 3000 – LA 3286
| - LA 3000 - LA 3001 - LA 3002 - LA 3003 - LA 3005 - LA 3006 - LA 3007 - LA 3008 - LA 3009 - LA 3011 - LA 3012 - LA 3014 - LA 3015 - LA 3017 - LA 3018 - LA 3019 - LA 3020 - LA 3021 - LA 3024 - LA 3025 - LA 3032 | - LA 3033 - LA 3034 - LA 3036 - LA 3037 - LA 3038 - LA 3039 - LA 3040 - LA 3041 - LA 3042 - LA 3043 - LA 3044 - LA 3045 - LA 3046 - LA 3048 - LA 3049 - LA 3050 - LA 3051 - LA 3054 - LA 3055 - LA 3056 - LA 3057 | - LA 3059 - LA 3060 - LA 3061 - LA 3062 - LA 3063 - LA 3064 - LA 3066 - LA 3067 - LA 3068 - LA 3069 - LA 3070 - LA 3071 - LA 3072 - LA 3073 - LA 3074 - LA 3075 - LA 3076 - LA 3078 - LA 3079 - LA 3081 - LA 3083 | - LA 3086 - LA 3087 - LA 3089 - LA 3090 - LA 3091 - LA 3092 - LA 3093 - LA 3094 - LA 3096 - LA 3097 - LA 3098 - LA 3099 - LA 3100 - LA 3101 - LA 3102 - LA 3104 - LA 3105 - LA 3107 - LA 3112 - LA 3113 - LA 3115 | - LA 3116 - LA 3118 - LA 3120 - LA 3121 - LA 3123 - LA 3124 - LA 3125 - LA 3127 - LA 3128 - LA 3130 - LA 3132 - LA 3134 - LA 3136 - LA 3137 - LA 3139 - LA 3140 - LA 3141 - LA 3142 - LA 3143 - LA 3144 - LA 3147 | - LA 3148 - LA 3149 - LA 3150 - LA 3151 - LA 3152 - LA 3154 - LA 3155 - LA 3156 - LA 3158 - LA 3159 - LA 3160 - LA 3161 - LA 3162 - LA 3163 - LA 3164 - LA 3165 - LA 3166 - LA 3168 - LA 3169 - LA 3170 - LA 3173 | - LA 3174 - LA 3177 - LA 3178 - LA 3179 - LA 3180 - LA 3181 - LA 3182 - LA 3184 - LA 3185 - LA 3186 - LA 3187 - LA 3188 - LA 3190 - LA 3191 - LA 3193 - LA 3194 - LA 3195 - LA 3196 - LA 3197 - LA 3201 - LA 3202 | - LA 3203 - LA 3205 - LA 3206 - LA 3209 - LA 3210 - LA 3211 - LA 3212 - LA 3213 - LA 3214 - LA 3215 - LA 3217 - LA 3218 - LA 3219 - LA 3220 - LA 3223 - LA 3224 - LA 3225 - LA 3226 - LA 3227 - LA 3228 - LA 3229 | - LA 3232 - LA 3233 - LA 3234 - LA 3235 - LA 3237 - LA 3238 - LA 3239 - LA 3242 - LA 3245 - LA 3246 - LA 3247 - LA 3248 - LA 3249 - LA 3250 - LA 3251 - LA 3252 - LA 3253 - LA 3254 - LA 3255 - LA 3256 - LA 3257 | - LA 3258 - LA 3259 - LA 3260 - LA 3264 - LA 3265 - LA 3266 - LA 3267 - LA 3269 - LA 3274 - LA 3275 - LA 3276 - LA 3277 - LA 3278 - LA 3279 - LA 3280 - LA 3281 - LA 3282 - LA 3285 |

### Außer Dienst gestellte Strecken
| - LA 7 - LA 32 - LA 137 - LA 166 - LA 179 - LA 305 - LA 313 - LA 314 - LA 325 - LA 334 - LA 337 - LA 340 - LA 364 - LA 369 - LA 371 - LA 373 - LA 375 - LA 381 - LA 387 - LA 388 - LA 391 - LA 393 - LA 396 - LA 425 - LA 446 - LA 455 | - LA 535 - LA 536 - LA 539 - LA 598 - LA 613 - LA 619 - LA 629 - LA 630 - LA 634 - LA 638 - LA 646 - LA 647 - LA 650 - LA 651 - LA 656 - LA 658 - LA 666 - LA 667 - LA 669 - LA 672 - LA 681 - LA 683 - LA 684 - LA 687 - LA 691 - LA 692 | - LA 698 - LA 701 - LA 702 - LA 703 - LA 704 - LA 706 - LA 707 - LA 709 - LA 710 - LA 715 - LA 716 - LA 718 - LA 721 - LA 722 - LA 727 - LA 730 - LA 732 - LA 735 - LA 736 - LA 738 - LA 739 - LA 747 - LA 750 - LA 753 - LA 756 - LA 762 | - LA 766 - LA 768 - LA 769 - LA 775 - LA 779 - LA 780 - LA 781 - LA 785 - LA 791 - LA 800 - LA 801 - LA 804 - LA 814 - LA 816 - LA 825 - LA 829 - LA 831 - LA 832 - LA 836 - LA 839 - LA 842 - LA 853 - LA 872 - LA 884 - LA 885 - LA 886 | - LA 889 - LA 890 - LA 891 - LA 893 - LA 894 - LA 895 - LA 899 - LA 901 - LA 902 - LA 904 - LA 905 - LA 911 - LA 912 - LA 917 - LA 918 - LA 919 - LA 920 - LA 924 - LA 925 - LA 926 - LA 929 - LA 932 - LA 947 - LA 949 - LA 950 - LA 951 | - LA 962 - LA 974 - LA 980 - LA 1002 - LA 1009 - LA 1021 - LA 1052 - LA 1060 - LA 1066 - LA 1067 - LA 1076 - LA 1080 - LA 1086 - LA 1087 - LA 1089 - LA 1092 - LA 1094 - LA 1095 - LA 1103 - LA 1114 - LA 1116 - LA 1117 - LA 1118 - LA 1122 - LA 1125 - LA 1127 | - LA 1128 - LA 1132 - LA 1134 - LA 1135 - LA 1136 - LA 1137 - LA 1139 - LA 1140 - LA 1149 - LA 1154 - LA 1155 - LA 1170 - LA 1173 - LA 1197 - LA 1202 - LA 1210 - LA 1212 - LA 1214 - LA 1219 - LA 1244 - LA 3004 - LA 3010 - LA 3013 - LA 3016 - LA 3022 - LA 3023 | - LA 3026 - LA 3027 - LA 3028 - LA 3029 - LA 3030 - LA 3031 - LA 3035 - LA 3047 - LA 3052 - LA 3053 - LA 3065 - LA 3077 - LA 3080 - LA 3082 - LA 3084 - LA 3085 - LA 3095 - LA 3103 - LA 3106 - LA 3108 - LA 3110 - LA 3111 - LA 3114 - LA 3117 - LA 3119 - LA 3122 | - LA 3129 - LA 3131 - LA 3133 - LA 3138 - LA 3146 - LA 3153 - LA 3175 - LA 3192 - LA 3198 - LA 3199 - LA 3200 - LA 3221 - LA 3231 - LA 3240 - LA 3244 - LA 3261 - LA 3262 - LA 3263 - LA 3284 - LA 3286 |

## U.S. Highways

### In Nord-Süd-Richtung
| - U.S. Highway 11 - U.S. Highway 51 - U.S. Highway 61 - U.S. Highway 63 | - U.S. Highway 65 - U.S. Highway 71 - U.S. Highway 79 - U.S. Highway 165 | - U.S. Highway 167 - U.S. Highway 171 - U.S. Highway 371 - U.S. Highway 425 |

### In Ost-West-Richtung
| - U.S. Highway 80 - U.S. Highway 84 - U.S. Highway 90 - U.S. Highway 190 |

## Interstate Highways

### In Nord-Süd-Richtung
| - Interstate 10 - Interstate 12 - Interstate 20 |

### In Ost-West-Richtung
| - Interstate 59 - Interstate 55 - Interstate 59 |

### Zubringer und Umgehungsstraßen
| - Interstate 110 - Interstate 210 - Interstate 220 - Interstate 310 - Interstate 510 - Interstate 610 - Interstate 910 |